# Leptospermeae
Leptospermeae es una tribu perteneciente a la familia de las mirtáceas. Tiene los siguientes géneros:

## Géneros
| - Agonis DC.) Sweet - Angasomyrtus Trudgen & Keighery - Asteromyrtus Schauer - Homalospermum Schauer - Kunzea Rchb. - Leptospermum J.R.Forst. & G.Forst. - Neofabricia Joy Thomps. - Pericalymma (Endl.) Endl. |